# Trogoderma serratum
Trogoderma serratum is een keversoort uit de familie spektorren (Dermestidae). De wetenschappelijke naam van de soort werd in 1837 gepubliceerd door Pierre François Marie Auguste Dejean.